# Lagostina
 (mars 2019).
Si vous disposez d'ouvrages ou d'articles de référence ou si vous connaissez des sites web de qualité traitant du thème abordé ici, merci de compléter l'article en donnant les références utiles à sa vérifiabilité et en les liant à la section « Notes et références ».
Lagostina est un fabricant italien d’articles culinaires. Implantée à Omegna depuis 1901, la marque fait aujourd’hui partie du Groupe SEB.
Dans la même commune d'Omegna, au bord du lac d'Orta, se trouve le siège d'Alessi, une marque de d'articles culinaires et d'arts de la table.

## Histoire

### 1901 - 1930

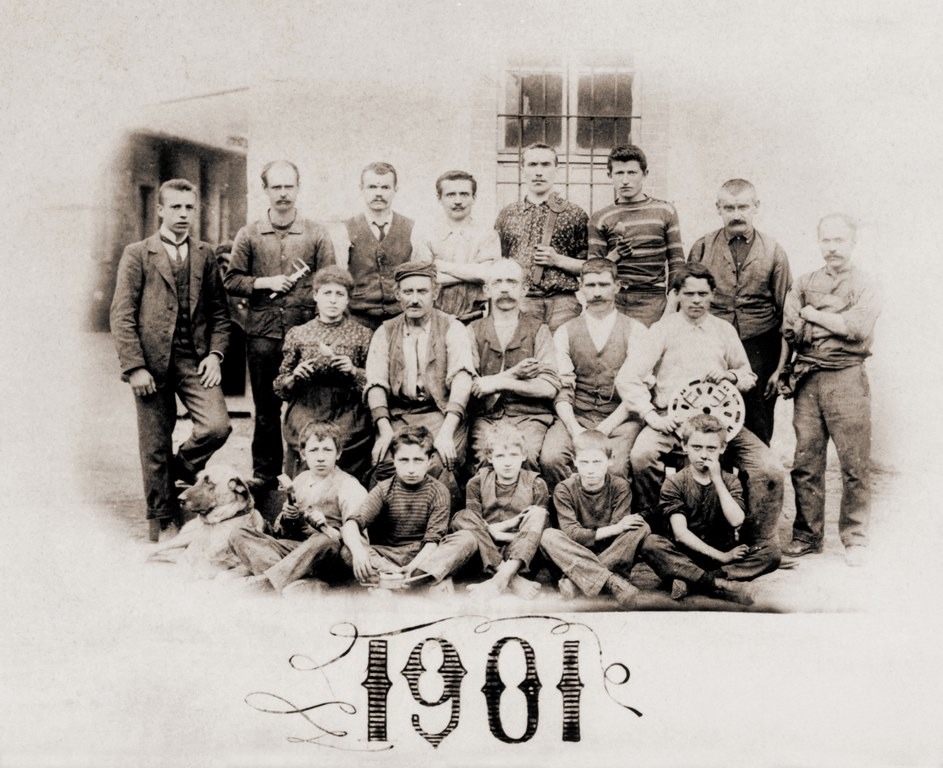
Carlo Lagostina et son fils Emilio

Lagostina est créée en 1901 par Carlo et Emilio Lagostina à Omegna, dans le Piémont, une région réputée pour la production artisanale d’articles ménagers.
C’est dans cette contrée où l’économie est fondée essentiellement sur le bois, que les étainiers vont peu à peu s’installer et participer aux prémices du progrès industriel. La diffusion de l’énergie électrique, le développement du réseau ferroviaire, la présence d’une main d’œuvre qualifiée participent fortement à l’élan industriel.
Peu à peu Lagostina se spécialise dans la fabrication de couverts en fer étamé. Ainsi, au début des années 1930, l’entreprise est capable de fabriquer quotidiennement jusqu'à 30 000 couverts.

### 1932 – 1956
Massimo Lagostina, petit-neveu du fondateur, commercialise des premiers ustensiles de cuisine en acier inoxydable de l'entreprise. 
En 1929, à la Foire de Milan, Massimo voit les premières tôles en acier inoxydable. Aux États-Unis et en Suède, la production industrielle de cet alliage a commencé après une longue période d’études et d’expériences. À cette époque on était en train d’expérimenter les premiers produits manufacturés pour les industries chimiques et alimentaires. Massimo comprend que ce matériau peut aussi être utilisé avec succès dans le domaine des ustensiles de cuisine.
En 1934, Lagostina créé la première collection d’ustensiles de cuisine en inox : « Casa Mia ». La gamme porte le célèbre logo de « la petite maison avec la cheminée qui fume » et va connaître un véritable succès, immortalisé en 1956 par son exposition au 
Musée d'Art Moderne de New York (MoMA).
Parallèlement, Lagostina fabrique et vend des pièces techniques pour l’aéronautique jusqu’en 1940. La production de pièces techniques est très intense pendant la guerre.
À cette époque, vendre des casseroles en acier n’est pas une chose facile, ce matériau étant beaucoup plus coûteux. Les premiers clients sont principalement les hôpitaux, les paquebots mais aussi les grands magasins tels que La Rinascente à Milan.

### 1957 – 1971

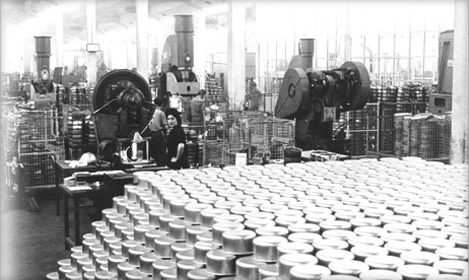
Un atelier de production au milieu du siècle dernier

Les années 1956-1957 signent la fin de la fabrication du fer étamé. C’est un tournant important pour Lagostina : l’usine est modernisée et mécanisée afin de pouvoir répondre à la forte demande.
Une nouvelle usine et de nouveaux bureaux sont construits, et Lagostina commence à exporter ses produits, au Canada notamment et en France où une filiale commerciale est créée en 1967. 
Entre 1969 et 1976, une publicité pour les autocuiseurs Lagostina est diffusée dans l'émission Carosello. Réalisée par Osvaldo Cavandoli, elle met en scène pour la première le personnage de La Linea qui eu par la suite une carrière totalement indépendante de la marque dans différentes émissions étrangères, tels Les Visiteurs du mercredi ou L'île aux enfants en France. 

### Après 1971
Lagostina devient en 2005 une marque du Groupe SEB, spécialiste en articles culinaires.

## Produits
Lagostina produit des articles culinaires tels que poêles, casseroles, faitouts, cocottes en fonte et autocuiseurs ainsi que du service de table (couverts…).